# Espeletia congestiflora
Espeletia congestiflora es una especie de frailejón amenazado endémica de los páramos de Colombia. Recibe el nombre común de frailejón aglomerado.

## Taxonomía
Espeletia congestiflora fue descrita por José Cuatrecasas y publicada en Revista Acad. Colomb. Ci. Exact 3: 434. 1940.
Etimología

Espeletia: nombre genérico otorgado en honor del virey de Nueva Granada, José Manuel de Ezpeleta.
congestiflora: epíteto latino que significa "con flores hacinadas".

## Descripción
Roseta acaule. Hojas lineales oblongas de 40-60 cm de largo, ápice no muy agudo, gruesas y flexibles, cubiertas de indumento lanoso afelpado blanco amarillento. Ramas floríferas de 60-80 cm de largo, rígidas, huecas, cubiertas de indumento afelpado amarillo-dorado, el escapo es liso o a veces con una o dos brácteas. Inflorescencia en cima de 3-7 capítulos, sin pedúnculos en una masa apretada al extremo del escapo. Brácteas triangulares comprimidas densamente lanosas. Capítulos de 2-2,5 cm de diámetro, cilíndricos. Involucro de 6 brácteas externas estériles oblanceoladas, internamente lampiñas y dorado lanosas en el exterior; 5-6 brácteas internas fértiles lanosas en el ápice. Escamas del receptáculo membranosas lanceoladas. 50 lígulas en tres filas de color amarillo oro, excertas, lineales oblongas, lampiñas. Flósculos tubulosos lampiños.